# 10555 Таґахаруе
10555 Таґахаруе (10555 Tagaharue) — астероїд головного поясу, відкритий 16 квітня 1993 року.
Тіссеранів параметр щодо Юпітера — 3,122.
Названо на честь Таґи Харуе (яп. たが・はるえ(多賀治恵) таґа харуе).